# Morte do Avarento
Morte do Avarento é um quadro do pintor flamengo Hieronymus Bosch, realizado no período 1490-1500, executado a óleo sobre madeira. Mede 92,6 centímetros de altura e 30,8 cm. de largura. Pode ser encontrado na Galeria Nacional de Arte em Washington DC (Estados Unidos da América).

## História
Os estudiosos estão de acordo em atribuir este quadro à fase de maturidade do pintor, em seus últimos anos: 1490-1500. Este é confirmado pela dendrocronologia, pois foi estabelecido como data da madeira utilizada do ano 1494 ou posterior. Também se confirmou que esta pintura seria o painel direito de um tríptico dividido. As outras porções que subsistem do tríptico são Navio dos Loucos e a Alegoria da Gula e da Luxúria. Desta maneira confirma-se a tese, já antecipada em 1972 por Filedt Kok, de que O vendedor ambulante seria a parte exterior de um tríptico cujo interior seria formado pela obra Navio dos Loucos, por baixo a Alegoria dos prazeres que se conserva em New Haven e à direita, a Morte do avarento, tábuas que foram cortadas pela metade. Todas elas apresentam uma grande semelhança com o desenho de esboço.
Esteve na colecção Van der Helst de Viena e depois passou para a de Samuel H. Kress (1951), através do qual chegou à Galeria Nacional de Arte de Washington.
Existe um esboço preparatório que se conserva no Museu do Louvre.

## Análise
A cena desenrola-se no interior de uma casa, com o leito de morte de um avarento disposto obliquamente. Vê-se o moribundo dividido entre o anjo, que lhe assiná-la um crucifixo, colocado numa janela no alto e da qual emana a luz, e um demónio que aparece por debaixo da cortina com um saco de dinheiro na mão. Diz-se que o diabo está a roubar o dinheiro e o avaro está mais preocupado com este facto do que com a sua salvação; também se diz que é ao contrário, que o demónio lhe está a oferecer esse dinheiro para comprar sua alma, e este tem dúvidas se aceita o dinheiro ou escolhe o crucifixo, isto é, a salvação.
De lado esquerdo, através de uma porta semi-aberta, aparece a morte, representada como um esqueleto que se apresenta a arremessar uma lança.
Aos pés da cama está um velho, o mesmo avarento, com o Rosário entre os dedos, que está repondo moedas dentro de um cofre cheio de animais monstruosos.
Este tema já estava presente na obra Sete pecados capitais. Pode ser uma referência ao opúsculo Het sterfboek (O livro da morte) uma tradução em flamengo de Ars Moriendi, conhecido tratado do século XV.
Considera Larsen que o estilo desta tábua recorda outras imagens "de interior" da escola flamenga, como as elaboradas por Rogier van der Weyden ou Maestro de Flémalle, ainda que com um realismo mais atenuado.